# 中國香港女子七人欖球代表隊
中國香港女子七人欖球代表隊，前稱香港女子七人欖球代表隊，是香港的女子七人欖球代表隊，由中國香港欖球總會管理。現任是李安娜（Anna Richards）。

## 2011年香港國際七人欖球賽名單
- 碧琪(Becky Underwood)
- 陳皓婷
- 陳朗詩(隊長)
- 鄭家慈
- 鄭芷婷
- 姬斯天(Christine Gordon)
- 黎寶芬
- 劉倩彤
- 娜達莎(Natasha OlsonThorne)
- 森雯嬅(Samantha Scott)[2]

## 成績
- 2010年廣州亞運會：第四名
- 2009年香港東亞運動會：銅牌